# Barbara Bosson
Barbara Bosson (Charleroi, 1º novembre 1939 – Los Angeles, 18 febbraio 2023) è stata un'attrice statunitense.
È ricordata principalmente per la serie televisiva Hill Street giorno e notte (1981-1987), per la quale ottenne la candidatura ai Primetime Emmy Awards per cinque anni consecutivi, dal 1981 al 1985.

## Biografia
Nata a Charleroi, in Pennsylvania, suo padre era allenatore di tennis. Il primo lungometraggio in cui apparve fu il thriller Bullitt (1968). È famosa principalmente per il ruolo di Fay Furillo nella serie televisiva Hill Street giorno e notte,  trasmessa dalla NBC negli anni ottanta. Successivamente, dal 1995 al 1997, interpretò la procuratrice Miriam Grasso in Murder One, ruolo che le valse un'altra candidatura all'Emmy Award nel 1996.
Negli anni settanta recitò nella serie Richie Brockelman, Private Eye nei panni di Sharon. Apparve inoltre nelle serie Hooperman e Cop Rock. Lavorò nel cinema, interpretando anche il ruolo della madre di Alex Rogan nel film di fantascienza Giochi stellari (1984).
Apparve come guest star in molte serie, tra cui Mannix, Crazy Like a Fox, L.A. Law - Avvocati a Los Angeles, Civil Wars, Star Trek: Deep Space Nine e Lois & Clark - Le nuove avventure di Superman.
Nel 1970 sposò lo scrittore-produttore Steven Bochco, creatore di molte delle serie in cui apparve, tra cui Hill Street giorno e notte, L.A. Law - Avvocati a Los Angeles, Murder One e Cop Rock . Dal matrimonio nacquero due figli. I due divorziarono nel 1997.
È morta a Los Angeles il 18 febbraio 2023, all'età di 83 anni.

## Filmografia

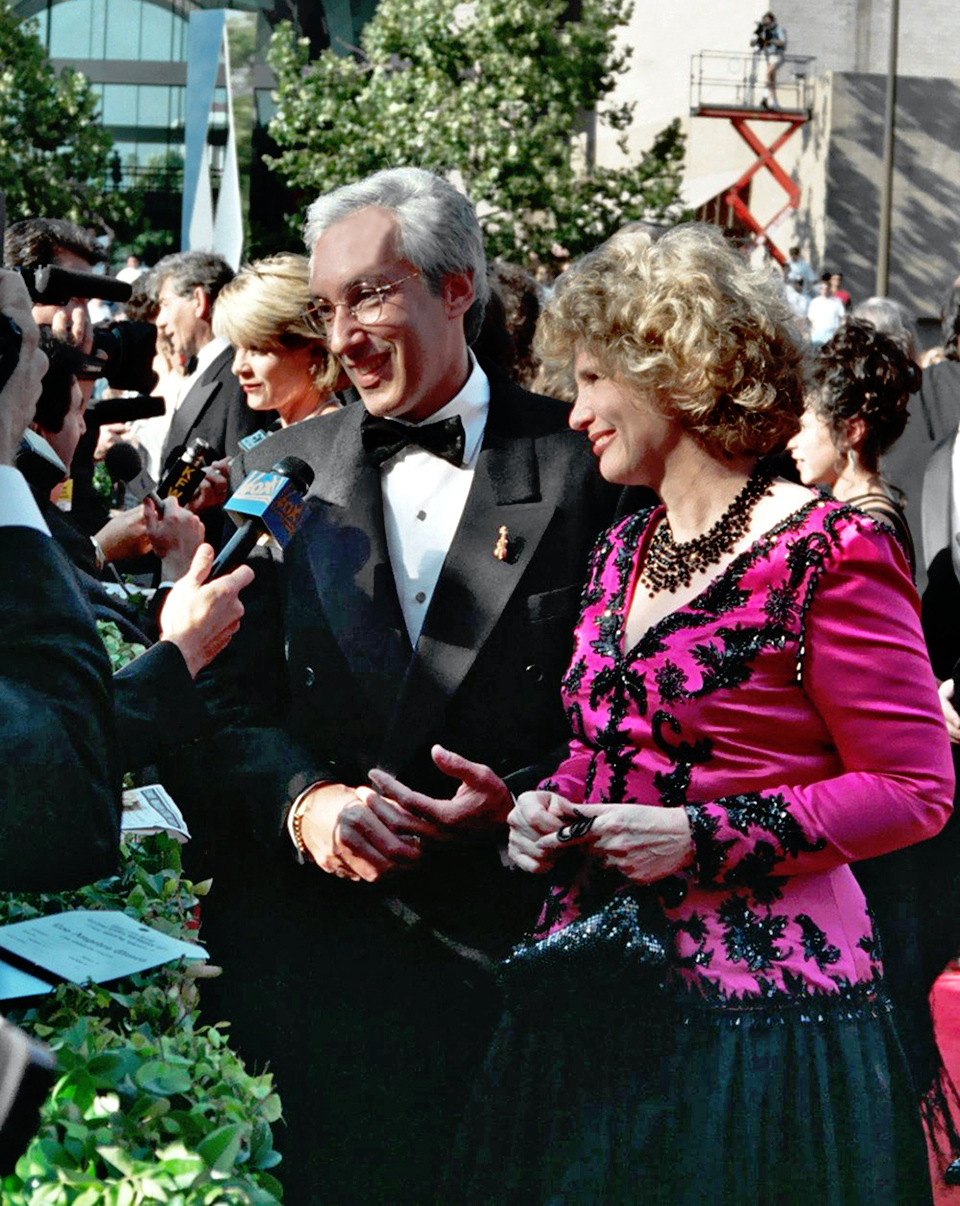
Barbara Bosson con Steven Bochco nel 1994

### Cinema
- Bullitt, regia di Peter Yates (1968),  non accreditata
- The Love God?, regia di Nat Hiken (1969),  non accreditata
- Mame, regia di Gene Saks (1974)
- Capricorn One, regia di Peter Hyams (1978)
- Giochi stellari (The Last Starfighter), regia di Nick Castle (1984)
- Little Sweetheart (1989)

### Televisione
- Mannix – serie TV, episodio 3x05 (1969)
- Longstreet – serie TV, episodio 1x23 (1972)
- Squadra emergenza (Emergency!) – serie TV, episodio 2x06 (1972)
- Due onesti fuorilegge (Alias Smith e Jones) – serie TV, episodio 3x07 (1972)
- Griff – serie TV, episodio 7 (1973)
- McMillan e signora (McMillan & Wife) – serie TV, episodi 4x01-5x05 (1974-1976)
- Sunshine – serie TV, episodio 1x04 (1975)
- Delvecchio – serie TV, episodio 1x04 (1976)
- Richie Brockelman, Private Eye – serie TV, 5 episodi (1978)
- Operating Room – film TV (1978)
- Hill Street giorno e notte (Hill Street Blues) – serie TV, 100 episodi (1981-1985)
- Calendar Girl Murders, regia di William A. Graham – film TV (1984)
- Hostage Flight – film TV (1985)
- The Education of Allison Tate – film TV (1986)
- Crazy Like a Fox – serie TV, episodio 2x22 (1986)
- L.A. Law - Avvocati a Los Angeles (L.A. Law) – serie TV, 2 episodi (1986)
- Mike Hammer investigatore privato (The New Mike Hammer) – serie TV, episodio 3x09 (1986)
- ABC Afterschool Specials – serie TV, episodio 15x05 (1987)
- Hooperman – serie TV, 42 episodi (1987-1989)
- Hotel – serie TV, episodio 5x15 (1988)
- La signora in giallo (Murder, She Wrote) – serie TV, episodio 5x06 (1988)
- Cop Rock – serie TV, 10 episodi (1990)
- Civil Wars – serie TV, 3 episodi (1992–1993)
- Star Trek: Deep Space Nine – serie TV, episodio 2x11 (1994)
- NYPD - New York Police Department (NYPD Blue) – serie TV, episodio 2x05 (1994)
- Murder One – serie TV, 41 episodi (1995–1997)
- Lois & Clark - Le nuove avventure di Superman (Lois & Clark: The New Adventures of Superman) – serie TV, 2 episodi (1995)
- Total Security – serie TV, episodio 1x09 (1997)
- Scattering Dad – film TV (1998)